# Пам'ятники Сіверськодонецька
Пам'ятники Сіверськодонецька — об'єкти монументального мистецтва, встановлені у різні роки, що містяться на території міста Сіверськодонецька Луганської області.

## Опис
Як і повсюдно на Донбасі більшість міської скульптури — це залишки радянської пропаганди (пам'ятники і погруддя Якова Свердлова, Максима Горького, Михайла Калініна). У місті вшановано у формі пам'ятників-погрудь і українських письменників — Тараса Шевченка, Миколу Гоголя, Івана Франка, і вже у 2000-х — жертв голодомору 1932–1933 рр., та козаків, які загинули, визволяючи українські землі від загарбників.
- Перелік об’єктів культурної спадщини м. Сєвєродонецька (Рішення виконкому Сєвєродонецької міської Ради №919 від 20-11-2018)

Сучасне становище з сєвєродонецькими пам'ятниками позначене гострим протистоянням у місті прихильників знесення і/або перенесення ідеологічно і морально застарілих пам'ятників і тих, хто виступає проти цього.
- 24-02-2014. Бюст Леніна облили фарбою. Комуністи влаштували цілодобове чергування. В Северодонецке залили краской бюст Ленина
- 23 серпня 2014, невдовзі після визволення Сєвєродонецька від проросійських сепаратистів та напередодні дня Незалежності лідер Радикальної партії України Олег Ляшко зніс пам'ятник Леніну. Ляшко зніс пам'ятник Леніну в Сєвєродонецьку

01.10.2014 р. влада Сєвєродонецька вимушена була демонтувати погруддя Леніна на вул. Першотравневій для реставрації після того,як невідомі накинули на бюст гумову шину та підпалили. Власти Северодонецка снесли бюст Ленина(рос.)
- 19.05.2015, не чекаючи, поки Закон про декомунізацію набере чинності, невідомі повалили пам'ятник М.Калініну. Фотофакт: в Северодонецке снесли памятник Калинину(рос.)
- 20.05.2015 невідомі повалили пам'ятник Я.Свердлову В Северодонецке задержаны журналист и военный за снос памятника Ворошилову, - Москаль(рос.)
- 22.05.2015 були затримані громадяни, які намагалися повалити пам'ятник Ворошилову. У Сєвєродонецьку затримано військовика і журналіста, які намагалися повалити пам'ятник Ворошилову, - Москаль, а 16.06.2015 пам'ятник демонтували офіційно. В Северодонецке демонтировали пам'ятник Ворошилову (рос.)
- У травні 2018 р. мешканці Сєвєродонецька надіслали у міську раду петицію[1] з проханням прибрати залишкі пам'ятника Свердлову, але станом на травень 2020 вони так і залишились.

На території населених пунктів, які належать Сєвєродонецькій міськраді, є 16 пам'ятників і пам'ятних місць присвячених жертвам Другої світової війни. Серед них 11 братських могил.
- Т.Н. Забирко. История памятников Северодонецка 15.08.2012(рос.)

## Пам'ятники
| Назва, дата встановлення                      | Розташування                                                                               | Світлина | Короткі відомості | документу про взяття на державний облік                                             | Охоронний № |
| --------------------------------------------- | ------------------------------------------------------------------------------------------ | -------- | --- | ----------------------------------------------------------------------------------- | ----------- |
| Алея слави героїв АТО 2021 р.                 | Сквер ім. С.Губанова                                                                       |          | Побудована за кошти спонсора |                                                                                     |             |
| Героям Чорнобиля                              | Сквер Слави на розі Гвардійського пр. та вул. Донецької                                    |          | Пам'ятник героям Чорнобиля від вдячних Сєвєродончан. У 2021 замінено новим | на обліку не стоїть                                                                 |             |
| Героям Чорнобиля                              | Сквер Слави на розі Гвардійського пр. та вул. Донецької                                    |          | 14.12.2021 було відкрито новій пам'ятник |                                                                                     |             |
| Воїнам-інтернаціоналістам 2002                | Територія Собору Різдва Христового на проспекті Космонавтів                                |          | Перелік держав, де у збройних конфліктах брали участь радянська армія, ВМФ, КДБ, МВД СРСР. | на обліку не стоїть                                                                 |             |
| Хрест пам'яті жертв голодомору 1932–1933рр.   | Територія Собору Різдва Христового                                                         |          | Хрест пам'яті жертв голодомору 1932–1933 рр. | на обліку не стоїть                                                                 |             |
| Жертвам голодомору 1932–1933 рр. 2010         | На вході до Хресто-Воздвиженського храму                                                   |          | Пам'ятник жертвам голодомору 1932–1933 рр. | на обліку не стоїть                                                                 |             |
| Козакам 24.10.2010                            | Територія Собору Різдва Христового                                                         |          | Пам'ятник козакам, які загинули, визволяючи українські землі від загарбників. | на обліку не стоїть                                                                 |             |
| Гоголю Миколі 1957 реставр. 2010р             | Сквер на Центральному проспекті між Сєвєродонецьким колегіумом та Міським палацом культури |          | Пам'ятник українському письменнику Миколі Гоголю. Пам’ятка монументального мистецтва місцевого значення | Рішення виконкому Ворошиловградської облради народних депутатів від 14.10.1969 №428 | 581         |
| Горькому Максиму 1956                         | вул.Горького. Біля училища                                                                 |          | Погруддя радянському письменнику Максиму Горькому. | Рішення виконкому Ворошиловградської облради від 14.10.1969 №428                    | 579         |
| Горькому Максиму 1956                         | Сквер на Центральному проспекті на розі з вулицею Горького                                 |          | Пам'ятник радянському письменнику Максиму Горькому. Пам’ятка монументального мистецтва місцевого значення Стан незадовільний. Літери відбиті, одна гранітна плита відсутня | Рішення виконкому Ворошиловградської облради від 14.10.1969 №428                    | 578         |
| Д.Менделеєву 1957                             | вул. Пивоварова, біля 2-ї прохідної ВАТ «Азот»                                             |          | Погруддя російському хіміку Дмитру Менделєєву. Пам’ятка монументального мистецтва місцевого значення | Рішення виконкому Ворошиловградської облради від 14.10.1969 №428                    | 577         |
| Радієвському Олександру 22.07.2015            | Біля міської ради, Площа Миру                                                              |          | Погруддя генерал-майору Національної гвардії Олександру Радієвському, який загинув 23 липня 2014 року при звільненні Лисичансько-Сєвєродонецької агломерації від російських окупантів. У церемонії відкриття пам'ятника, присвяченій річниці звільнення Сєверодонецька, Лисичанська та Рубіжного, взяв участь Президент України Петро Порошенко. - К 50-летию генерала Александра Радиевского(рос.) | на обліку не стоїть                                                                 |             |
| Франку Івану 1956 реставр. 2010р              | Сквер біля Сєвєродонецького міського театру драми                                          |          | Погруддя українському письменнику Івану Франку. Пам’ятка монументального мистецтва місцевого значення | Рішення виконкому Ворошиловградської облради від 14.10.1969 №428                    | 582         |
| Шевченку Тарасу 1956 реставр. 2010р           | Сквер біля Сєвєродонецького міського театру драми                                          |          | Погруддя українському письменнику Тарасові Шевченку. Пам’ятка монументального мистецтва місцевого значення | Рішення виконкому Ворошиловградської облради від 14.10.1969 №428                    | 583         |
| Загиблим за свободу України 2019              | Екосквер пр-т Космонавтів                                                                  |          | |                                                                                     |             |
| Пам'ятний камінь 2022 р.                      | Сквер ім. С.Губанова                                                                       |          | |                                                                                     |             |
| Пам'ятний вірменський хачкара грудень 2021 р. | вул.Новікова                                                                               |          | 21 грудня у Сєвєродонецьку урочисто відкрили пам'ятний вірменський хачкара, присвячений безневинним жертвам українського та вірменського народів. |                                                                                     |             |

## Пам'ятники жертвам другої світової війни
Пам’ятки історії місцевого значення
| Назва, дата встановлення                                                                | Розташування                                                    | Світлина | Короткі відомості | документ про взяття на державний облік                                     | Охорон ний № |
| --------------------------------------------------------------------------------------- | --------------------------------------------------------------- | -------- | --- | -------------------------------------------------------------------------- | ------------ |
| Меморіальний комплекс «Вічний вогонь» 1965 р., заміна 1975р. реставр.2009р.             | На розі вулиць Сметаніна та Юності                              |          | Меморіальний комплекс, присвячений Другій світовій війні. Скульптори: Чумак І.М., Можаєв М.В., архітектор Тюкало А.М. | Наказ Міністерства культури і туризму України від 25.10.2010 № 957/0/16-10 | 400-Лг       |
| Пам'ятник-стела переможцям у німецько-радянській війні 2004                             | Площа Перемоги                                                  |          | |                                                                            |              |
| Пам'ятник воїнам-визволителям міста Сєвєродонецька Танк Т-34 07.05.1985 реставр. 2009р. | Сквер Слави на розі Гвардійського проспекту та Донецької вулиці |          | | Наказ Міністерства культури і туризму України від 25.10.2010 № 957/0/16-10 | 401-Лг       |
| Братська могила 1975р., заміна пам`ятника 1985р.                                        | с. Павлоград                                                    |          | | Наказ Міністерства культури і туризму України від 25.10.2010 № 957/0/16-10 | 409-Лг       |
| Братська могила 1943р., реставр. 2010р.                                                 | с. Метьолкіне, вул. Піщана                                      |          | | Наказ Міністерства культури і туризму України від 25.10.2010 № 957/0/16-10 | 408-Лг       |
| Братська могила 1957 р                                                                  | с. Борівське, вул. Красна                                       |          | | Наказ Міністерства культури і туризму України від 25.10.2010 № 957/0/16-10 | 404-Лг       |
| Братська могила 1952р., реконс. 1991р.                                                  | с. Сиротине, вул. Шкільна                                       |          | | Наказ Міністерства культури і туризму України від 25.10.2010 № 957/0/16-10 | 410-Лг       |
| Братська могила 1990 р                                                                  | с. Воронове, вул. Польова, біля школи                           |          | | Наказ Міністерства культури і туризму України від 25.10.2010 № 957/0/16-10 | 407-Лг       |
| Братська могила 1953р.                                                                  | с. Боброве, околиця                                             |          | | Наказ Міністерства культури і туризму України від 25.10.2010 № 957/0/16-10 | 402-Лг       |
| Братська могила П Перепоховання 1953р., заміна 1965р., реставр 2010р.                   | с. Боброве, вул. Православна                                    |          | | Наказ Міністерства культури і туризму України від 25.10.2010 № 957/0/16-10 | 403-Лг       |
| Братська могила 1953р., заміна пам`ятника 2000 р., реставр. 2010 р.                     | с. Воєводівка                                                   |          | | Наказ Міністерства культури і туризму України від 25.10.2010 № 957/0/16-10 | 405-Лг       |
| Братська могила 1990р., підзахор 2010р., 2013р.                                         | смт. Сиротине, с. Воронове, кладовище                           |          | | Наказ Міністерства культури і туризму України від 25.10.2010 № 957/0/16-10 | 406-Лг       |

## Меморіальні дошки
| Світлина | Назва | Розташування                                     |
| -------- | --- | ------------------------------------------------ |
|          | Кир'якову Д.Я. ,Заслуженому будівельнику (уст 12.08.2013) - Памятная доска Кирьякову Д.Я. 11.09.2018.(рос.) - У людей память на добро длинная. 10.08.2013.(рос.)                                           | б.Дружби Народів,31 на мапі                      |
|          | Літовко М.В. Солдату (1976-18.07.2016) - В Сєвєродонецьку відкрили меморіальну дошку загиблому бійцю АТО. Сєвєродонецька міська рада. 14-10-2016.(рос.)                                                    | вул.Гоголя, Колегіум                             |
|          | Ліщині Б.М. | вул.Єгорова,33 на мапі                           |
|          | Новікову П.П. Встановлена 03.10.2017 - Памятная доска Новикову П.Ф. 13.09.2018.(рос.) - ОТКРЫЛИ МЕМОРИАЛЬНУЮ ДОСКУ ПЕРВОСТРОИТЕЛЮ ГОРОДА НОВИКОВУ ПЕТРУ ФИЛИППОВИЧУ. «Вісник Луганщини». 04-10-2017.(рос.) | Міський палац культури. Пр-т.Хіміків,28. на мапі |
|          | Панаїту В.В. керівнику будіндустрії області(уст 12.08.2013) | Пр.Центральний,21. концерн Луганськбуд на мапі   |
|          | Перший будинок Лісхімбуда (Втрачена) - Блог журналиста Григория Мельничука. 24.07.2012.(рос.) | Б-р Дружби Народів,5. на мапі                    |
|          | Пивоварову, конструктору | вул.Пивоварова, 4                                |
|          | Пухальському В.І.,Скульптору - Он украшал Северодонецк. © Северодонецк online. 01.03.2017.(рос.) - Мемориальная доска в честь скульптора Валентина Пухальского. Северодонецк.Инфо. 25.05.2012.(рос.)       | б.Дружби Народів,28                              |
|          | Танкистам (Втрачена) - Танки в Сєверодонецьку. "Северодонецк.Инфо". 21.01.2017. | Вул.Танкистів, 1 на мапі                         |
|          | Танкистам (Відновлена) | Вул.Танкистів, 1 на мапі                         |
|          | Твердохлєбову Г.М., педагогу | Донецька,43                                      |
|          | Тюпало М.Ф., перший директор СТІ | Донецька, 41. Лабораторний корпус                |

## Металеві скульптури О. Моисеенка
у травні 2020 в місті вже 31 металева скульптура МАГа
| Фото | Опис, розташування      | Фото | Опис, розташування          | Фото | Опис, розташування         |
| ---- | ----------------------- | ---- | --------------------------- | ---- | -------------------------- |
|      | Смешарики Біля МПК      |      | Велосипед біля маг. Ландиш  |      |                            |
|      | Карета маг-н Сумчанка   |      | Лебідь вул. Першотравнева.  |      | Тюльпан. вул.Першотравнева |
|      | Квіти вул.Першотравнева |      | Кульбаба. вул.Першотравнева |      | вул.Донецька               |
|      | вул.Курчатова           |      |                             |      |                            |

- 25 трав. 2020 р. 32 робота О.Моисеенко
- Шедевры из рваного металла: инженер-механик и волонтер "Маг" из Северодонецка "колдует" над осколками войны. Інформаційне агентство «Вчасно». 29.09.2016.(рос.)
- МАГія металу в Сєвєродонецьку. © Северодонецк online. 20.03.2019.
- Олександр Моїсеєнко, інженер-механік, скульптор і волонтер (Просто я працюю МАГом). ukrinform.ua. 10.03.2016.
- Вторая жизнь для металла: Житель Северодонецка превращает рваный металл в оригинальные скульптуры. 112 Украина. 31.03.2018.(рос.)
- Северодонецкий волонтер, рассказал, что военные сдают... www.06452.com.ua. 16.09.2016.(рос.)

- МАСТЕР ДРАКОНОВ. «Восточное партнерство». 6.10.2016.(рос.)
- Магія металу в Сєвєродонецьку. Історія «Генерала бойових напилків». Вільне Радіо. 18.03.2019.(рос.)

- Науковій бібліотеці СНУ ім. В.Даля подарували терези. Східноукраїнський національний університет імені Володимира Даля.
- 22 січ. 2018 р. До Дня соборності України. Сєвєродонецьк. Олександр Моісеєнко – волонтер, механік-художник
- 31 бер. 2018 р. Вторая жизнь для металла: Житель Северодонецка создает оригинальные скульптуры
- 4 трав. 2020 р.Статуетку лебедя встановили у Сєвєродонецьку
- 3 серп. 2019 р. Сєвєродонецький механік робить металевий тюльпан
- Олександр Моїсеєнко встановив 31-й об'єкт

## Дерев'яні скульптури Л. Терещенка
| Фото | Опис,розташування                     | Фото | Опис,розташування           | Фото | Опис,розташування        |
| ---- | ------------------------------------- | ---- | --------------------------- | ---- | ------------------------ |
|      | Золотий батон автовокзал              |      | К стоматологу ул. Курчатова |      | Золотий батон автовокзал |
|      | Корова Магазин на центральному базарі |      | ул. Курчатова               |      | ул. Курчатова            |
|      | ул. Курчатова                         |      | К стоматологу ул. Курчатова |      |                          |

- Леонід Терещенко в ЛОТ Наживо Ранок. Суспільне Донбас. 9 лист. 2016 р.(рос.)
- Тема дня Л.Терещенко. Суспільне Донбас. 17 трав. 2016 р.
- Дарим улыбку северодончанам. СЄВЄРОДОНЕЦЬКА МІСЬКА РАДА. 27-05-2016.(рос.)
- Как столица Луганщины превращается в аллею деревянных скульптур. © Северодонецк online. 13.09.2017.(рос.)
- Терещенко Леонід Вікторович та Терещенко Олексій Леонідович. Художня обробка дерева. Луганщина МОЯ.
- Як столиця Луганщини перетворюється на Пейзажну алею дерев'яних скульптур (ФОТО) Майстер, що їх створює, радить сепарам навіть не намагатися нав'язувати місту свої кокошники. Depo.Донбас. 7.06.2016. {{cite web}}: символ зміни рядка в |title= на позиції 81 (довідка)

## МАФи
| Фото | Опис   | Розташування         |
| ---- | ------ | -------------------- |
|      | I love | Біля міськради       |
|      | Серце  | сквер пр.Центральний |
|      | Стела  | сквер Гоголя         |
| 3    |        |                      |

## Мозаїки та панно
| Фото | Опис Розташування                                                   |   | Фото | Опис Розташування                |
| ---- | ------------------------------------------------------------------- | - | ---- | -------------------------------- |
|      | Мозаіка на стіні магазину пр.Хіміків                                | . |      | Панно пл. Перемоги               |
|      | Мозаіка на стіні Льодового                                          | . |      | Мозаіка на стіні Льодового       |
|      | Мозаіка на стіні Льодового                                          | . |      | Мозаіка на стіні Льодового       |
|      | Мозаіка на стіні Льодового                                          | . |      | Мозаіка на стіні Льодового       |
|      | Мозаіка на стіні бібліотеки Азот                                    | . |      | Мозаіка на стіні бібліотеки Азот |
|      | Мозаіка на стіні ДЮСШ втрачена під час утеплення стін вул.Сметаніна | . |      | Мозаіка на стіні ДЮСШ "Олімпія"  |

- soviet mosaics in Ukraine

## Мурали
| Фото | Розташування |   | Фото | Розташування                                                                     |
| ---- | --- | - | ---- | -------------------------------------------------------------------------------- |
|      | Туризм (2017). Художник: Ян Птушко пр-т Хіміків, 61 (автовокзал) | . |      | Берегиня (2016). Художники: Армен Григоров и Илля Кудиненко ш.Будівельників, 23а |
|      | Зупинимо насильство над жінками (2016). Художник: Тарас Arm. вул.Федоренка, 33 \ пр.Центральний                                                                                     | . |      | Школа №14 (2016). Художники: Олександр Корбан и Денис Шпак вул. Гагарина, 111    |
|      | Атом (2017). Художник: Ян Птушко вул. Донецька, 43 | . |      | Мурал Художник: Армен Григоров вул.Першотрванева, 2                              |
|      | Вчора, сьогоді, завтра Автори: Garage Gang Ґараж Ґенґ, urban curators, Formografia design studio та Congress of Cultural Activists / Конгрес Активистів Культури вул. Курчатова, 15 | . |      | Релакс Художник: пр.Гвардійський, 15а                                            |
|      | Ганок кризового медіацентру Художник: Ян Птушко пр. Центральний, 54 | . |      | Квіти для міста Художник:Ян Птушко вул.Юності, 2                                 |

- 03.04.2017 Северодонецкий стрит-арт(рос.)

## Пам'ятники радянської пропаганди
| Назва                          | Дата встановлення | знесено                      | Розташування                                               | Фото | Короткі відомості |
| Ленін                          | 03.11.1958        | 23 серпня 2014 демонтовано.. | Майдан Миру                                                |      | Скульптор Михайло Ласточкін. Постамент мав геометричну форму, що нагадує трибуну. На цій трибуні, як ніби тільки зійшовши на неї по сходах, стоїть Ленін. Вилита з бронзи постать на весь зріст, з відкритою головою. Права рука з характерним ленінським жестом закладена в пройму жилета. У лівій руці знаходиться кепка. Права нога висунута вперед.. (рос.) |
| Ворошилов Климент              | 1981 рік          | 17 червня 2015 року          | На проспекті Хіміків поряд з Сєвєродонецьким автовокзалом. |      | Скульптор рос. Аляшенко М. С.. Пам'ятник встановлений наприкінці алеї, що проходить через весь проспект Хіміків та упирається в автостанцію. Відкриття пам'ятника було приурочено до 100-річчя з дня народження Ворошилова. Цей пам'ятник був закуплений разом з партією пам'яток для міста 1956 р. Він був встановлений на тому місці, де зараз знаходиться пам'ятник Максиму Горькому на Радянському проспекті. П'єдестал у Горького залишили той, що був у Ворошилова, напис закрили більшими літерами «М. Горький». У 1990-ті роки, хтось збив мідний напис, а ті, хто проходять повз, дивувалися, як міг на п'єдесталі Горькому з'явитися напис «К. Є. Вороршилов». Виготовляли пам'ятник Ворошилову, коли його слава пройшла, тому і не у маршальському одязі. Ворошилов зображений на схилі років, у цивільному костюмі. У руці — ділові папери. |
| Калінін Михайло                | 1957 рік          | 19.05.2015                   | На розі вулиць Донецької та бульвару Дружби Народів        |      | Скульптор Попов М. С. Виготовлений на Митищинському заводі художнього лиття. Пам'ятник розташований перед школою-інтернатом. На цегляній основі розташовується п'єдестал у вигляді паралелепіпеда, виконаний з гранітних блоків з написом «М. І. Калінін 1875–1946». Калінін зображений з простягнутою рукою. У лівій руці тримає тростину. На ньому одягнене довге пальто, під яким — костюм і сорочка з краваткою. Демонтований. |
| Ленін В., бюст                 |                   |                              | вул.Першотравнева/бул.Дружбти народів (вул.Леніна)         |      | Погруддя радянського партфункціонера, революціонера Володимира Леніна. Демонтований. |
| Свердлов Яков                  | 1957 рік          | 20.05.2015                   | Сквер по Радянському проспекту за міською радою.           |      | Скульптор рос. А. Рабин. Виготовлений на Митищинському заводі художнього лиття. За образним рішенням скульптура Свердлова розташована симетрично з пам'ятником Горькому в сквері за будівлею міськвиконкому. Підніжжя п'єдесталу виконано у вигляді двох квадратних майданчиків: внутрішнього і зовнішнього, оформлених раніше квітами, зараз засіяні травою. Темна бронзова фігура добре поєднується з постаментом з монолітних плит червоного граніту. Фігура трохи спрямована вперед. Свердлов притискає до грудей праву руку зі згорнутою брошурою, швидше за все — роботою В. І. Леніна. Сорочка підперезана вузьким ременем. Тепла куртка, що нагадує бушлат, штани-галіфе і чоботи. Демонтований.. |
| В.Ленін                        | невідомо          | 2019                         | Автобаза, малюнок на стіні                                 |      | зафарбовано під час ремонту 2019 р. |
| Азот імені комсомолу           | 1968              | 2020                         | Будівля управління "Азоту"                                 |      | Демонтовано під тиском громадськості міста |
| Лист комсомольцям XXI сторічча | 1968              | 2020                         | Будівля управління "Азоту"                                 |      | Демонтовано під тиском громадськості міста |
| Орден хімкомбінату             | 22.12.1976        | 2020                         | Будівля управління "Азоту"                                 |      | Демонтовано під тиском громадськості міста |
| Гвардійский проспект           | 198?              | 2020                         | пр-т Гвардійський, 10А                                     |      | Дошка встановлена після перейменування вул.Лисичанської. Демонтовано |
| Й.Сталін                       | невідомо          | 1953                         | Парк                                                       |      | https://www.facebook.com/plugins/post.php?href=https%3A%2F%2Fwww.facebook.com%2Fkalenuk.sergej%2Fposts%2F3027951717286902&width=500 |
| Ленін та Сталін на лаві        | невідомо          | 1953                         | Парк                                                       |      | http://www.azot.lg.ua/galery/details.php?image_id=1004 |

## Стели
| Фото | Короткі відомості                         |
|      | шосе Будівельників, на в'їзді з Луганська |
|      | вул. Новікова, на в'їзді з с. Метьолкине  |
|      | На в'їзді з с. Павлоград                  |